# 安養寺 (武蔵野市)
安養寺（あんようじ）は、東京都武蔵野市にある真言宗豊山派の寺院。武蔵野吉祥七福神の寺社の一つである。

## 歴史
1624年（寛永元年）、布施弾正の開基である。弾正は後北条氏の家臣布施康貞の末裔である。武蔵国豊島郡谷原村（現・東京都練馬区）の長命寺の末寺であり、隣の武蔵野八幡宮の旧別当寺であった。
武蔵野市の文化財に指定されている梵鐘は、江戸時代の作といわれている。大晦日は除夜の鐘で多くの人でにぎわっている。

## 文化財
- 安養寺の梵鐘（武蔵野市指定文化財 昭和46年4月6日指定）[4]
- 安養寺の甲辛(庚申)供養塔（武蔵野市指定文化財 昭和47年3月16日指定）[4]

## 交通アクセス
- 吉祥寺駅より徒歩7分（経路案内）。